# Mesochelifer thunebergi
Espèce
Mesochelifer thunebergi est une espèce de pseudoscorpions de la famille des Cheliferidae.

## Distribution
Cette espèce est endémique de Tenerife aux îles Canaries,.

## Publication originale
- Kaisila, 1966: A new species of the genus Mesochelifer Vachon (Pseudosc., Cheliferidae). Annales Entomologici Fennici, vol. 32, p. 260-263.